# Élections régionales en Saxe
Les élections régionales en Saxe (en allemand : Landtagswahl in Sachsen) sont organisées tous les cinq ans dans l'État libre de Saxe, sauf en cas de dissolution anticipée, afin de désigner les députés régionaux qui siègent au sein du Landtag.

## Résumé
| Élections au Landtag de Saxe |               |           |                    |                            |         |          |                    |                    |       |
| Année                        | Participation | Hémicycle | Parti en tête      | Parti en tête              | Score   | Sièges   | Ministre-président | Ministre-président | Parti |
| 1990                         | 72,78 %       |           |                    | Union chrétienne-démocrate | 53,82 % | 92 / 160 |                    | Kurt Biedenkopf    | CDU   |
| 1994                         | 58,39 %       |           |                    | Union chrétienne-démocrate | 58,14 % | 77 / 120 |                    | Kurt Biedenkopf    | CDU   |
| 1999                         | 61,14 %       |           |                    | Union chrétienne-démocrate | 56,90 % | 76 / 120 |                    | Kurt Biedenkopf    | CDU   |
| 1999                         | 61,14 %       |           | Georg Milbradt     | Union chrétienne-démocrate | 56,90 % | 76 / 120 | CDU                |                    |       |
| 2004                         | 59,61 %       |           |                    | Union chrétienne-démocrate | 41,11 % | 55 / 124 |                    | Georg Milbradt     | CDU   |
| 2004                         | 59,61 %       |           | Stanislaw Tillich  | Union chrétienne-démocrate | 41,11 % | 55 / 124 | CDU                |                    |       |
| 2009                         | 52,16 %       |           |                    | Union chrétienne-démocrate | 40,22 % | 58 / 132 |                    | Stanislaw Tillich  | CDU   |
| 2014                         | 49,15 %       |           |                    | Union chrétienne-démocrate | 39,41 % | 59 / 126 |                    | Stanislaw Tillich  | CDU   |
| 2014                         | 49,15 %       |           | Michael Kretschmer | Union chrétienne-démocrate | 39,41 % | 59 / 126 | CDU                |                    |       |
| 2019                         | 66,57 %       |           |                    | Union chrétienne-démocrate | 32,11 % | 45 / 119 |                    | Michael Kretschmer | CDU   |
| 2024                         | 74,43 %       |           |                    | Union chrétienne-démocrate | 31,91 % | 41 / 120 |                    | Michael Kretschmer | CDU   |